# Heckhalenfeld
Heckhalenfeld ist ein Ortsteil der Ortsgemeinde Winterspelt im Eifelkreis Bitburg-Prüm in Rheinland-Pfalz.

## Geographische Lage
Heckhalenfeld liegt südwestlich von Winterspelt in einer Entfernung von rund 2,5 km. Der Ort ist von umfangreichen landwirtschaftlichen Nutzflächen sowie einem Waldgebiet im Osten umgeben. Im Westen grenzt er unmittelbar an Belgien. Dicht östlich von Heckhalenfeld fließt der Wallertbach, ein Ausläufer des Winterspelterbaches.

## Geschichte
Heckhalenfeld gehörte bis zum Ende des 18. Jahrhunderts zur Meierei Harspelt in der Herrschaft Dasburg und landesherrlich zum Herzogtum Luxemburg. Von 1795 an gehörte Heckhalenfeld als einziger der 10 Ortsteile zum Kanton Arzfeld im Wälderdepartement. Nachdem auf dem Wiener Kongress (1815) die Region dem Königreich Preußen zugeordnet worden war, wurde die Gemeinde Heckhalenfeld der Bürgermeisterei Leidenborn, im Kreis Prüm und im Regierungsbezirk Trier und von 1822 in der Rheinprovinz, zugeordnet.
Am 1. Januar 1971 wurde die bis dahin selbständige Gemeinde Heckhalenfeld (damals 77 Einwohner) nach Winterspelt eingemeindet.

## Kultur und Sehenswürdigkeiten

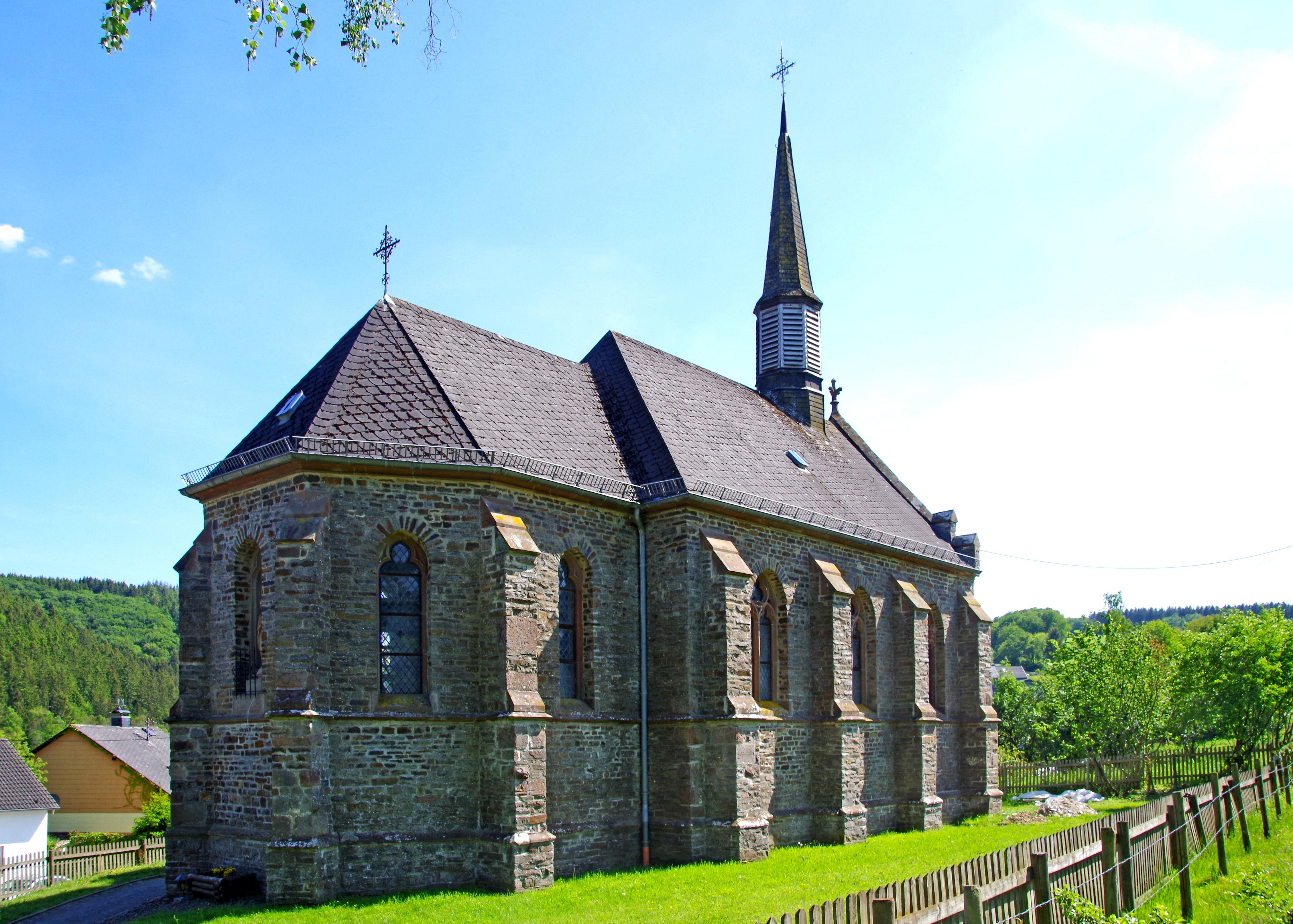
Kirche St. Barbara

### St. Barbara
In Heckhalenfeld befindet sich die Filialkirche St. Barbara. Es handelt sich um einen neugotischen Bau aus unverputztem Schiefergestein mit einem Dachreiter. Bemerkenswert sind die beiden Glocken der Kirche, welche nicht für Heckhalenfeld hergestellt wurden, sondern aus Amsterdam stammen. Sie wurden 1595 und 1754 gegossen. Architekt der Kirche war Dombaumeister Reinhold Wirtz aus Trier.
Siehe auch: Liste der Kulturdenkmäler in Winterspelt

### Mühle / Wegekreuze
Nördlich des Ortes im Bereich der Mündung von Wallertbach und Winterspelterbach befand sich einst die sogenannte Heckhalenfelder Mühle.
Auf dem Gemeindegebiet befinden sich insgesamt vier Wegekreuze.

## Wirtschaft und Infrastruktur

### Unternehmen
In Heckhalenfeld gibt es ein Reitsportgeschäft sowie ein Unternehmen für Garten- und Landschaftsbau. An der ehemaligen Mühle wird ein Gasthof betrieben.

### Verkehr
Heckhalenfeld ist als Sackgassendorf einzig durch die Kreisstraße 106 aus Richtung Winterspelt erreichbar.